# Robin's Wish
Robin's Wish är en dokumentärfilm som sändes på Quotable Pictures 2020.
Filmen ger en inblick i Robin Williams liv och sista dagar, och hur hans kamp med lewykroppsdemens påverkade hans skådespelarkarriär och bidrog till hans död genom självmord. Filmen producerades av Ben Sinclair samt av läkaren och journalisten Shoshana R. Ungerleider. Filmen släpptes digitalt och på begäran den 1 september 2020.